# 김해 허씨
김해 허씨(金海 許氏)는 경상남도 김해시를 본관으로 하는 한국의 성씨이다.

## 기원

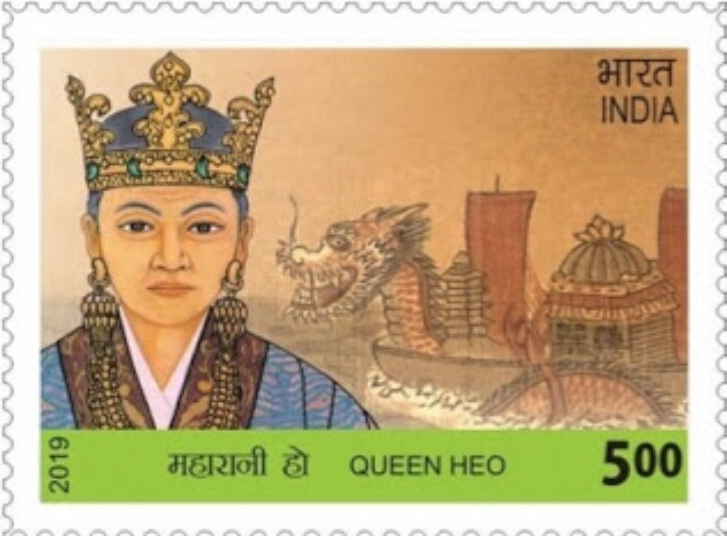
2019년 한국-인도 공동으로 발행한 '허황옥' 우표

가락국 수로왕의 왕비 허황옥(許黃玉)을 기원으로 한다. 허황옥은 원래 인도 아유타국(阿踰陀國)의 공주로서 서기 48년 16세 때 배를 타고 지금의 경상남도 창원시 진해구 용원동에 있는 부인당(夫人唐)으로 들어와 정박을 했는데 수로왕이 의장(儀仗)을 갖추어 영접한 후 왕비로 맞이했다고 한다. 그 후 아들 10명을 낳았는데, 맏아들 거등(居登)은 김씨로 왕통을 잇게 하고, 두 아들은 허황후의 성(姓)을 따서 허씨(許氏)로 사성(賜姓)했으며, 나머지 일곱 아들은 불가에 귀의하여 하동칠불(河東七佛)로 성불하였다는 전설이 있다.
허황옥의 후손으로 공암현에서 부농으로 세거했던 허선문(許宣文)의 후손은 공암(孔巖), 허사문(許士文)의 후손은 태인(泰仁), 33세손 허강안(許康安)의 후손은 하양(河陽), 35세손 허염(許琰)의 후손은 김해(金海)로 분관(分貫)하여 세계(世系)를 이어왔다고 한다.

## 역사
김해 허씨(金海 許氏)의 시조 허염(許琰)은 가락국 수로왕비인 허황옥(許黃玉)의 35세손으로 전하며, 둘째 왕자인 거칠군(居漆君)의 후손이다. 그는 고려 중엽 삼중대광(三重大匡)이며, 가락군(駕洛君)에 봉해졌다고 한다.
그의 아들 허군언(許君彦)은 병부시랑(兵部侍郞)이고, 손자 허자(許資)는 병부상서(兵部尙書)이며, 허자가 세 아들을 두었으니 장자는 허송죽(許松竹)은 병부시랑, 둘째 허연(許延)은 밀직사사(密直司事), 셋째 허징(許澄)은 상경(上卿)이었다.
4세손 허송죽(許松竹) 후손인 허대현(許大賢)을 파조로 하는 상서공파(尙書公派), 4세손 휘 허연(許延)의 장자 허인전(許仁全)을 파조로 하는 가락군파와 4자 허유전(許有全)을 파조하는 시중(侍中)공파, 4세손 허징(許澄)을 파조로 하는 징(澄)파 등 4개 파로 크게 분파되었다.
김해 허씨는 조선시대 문과 급제자 16명을 배출하였다.

## 본관
김해(金海)는 경상남도 김해시의 지명이다. 낙동강(洛東江) 하구 남서쪽에 위치하여 가락국(駕洛國)의 중심지로 발전하여 왔다. 532년(신라 법흥왕 19) 신라에 병합되어 금관군(金官郡)이 되었다. 680년(문무왕 20)에 금관소경(金官小京)이 되었다가, 757년(경덕왕 16) 김해소경(金海小京)으로 바꾸어 양주(良州)의 관할로 두었다. 940년(고려 태조 23) 김해부(金海府)로 개칭되었고 임해현(臨海縣)으로 다시 강등되었다가 곧 임해군으로 승격되었다. 995년(성종 14)에 김해안동도호부(金海安東都護府)로 개칭하여 영동도(嶺東道)에 속하였다가 1012년(현종 4) 김해군방어사로 강등되었으나 1018년부터 의안군(義安郡: 昌原)·함안군(咸安郡)·칠원현(漆原縣: 漆原面)·웅신현(熊神縣: 鎭海)등을 영현으로 삼았다. 1270년(원종 11) 방어사(防禦使) 김훤이 인접지역인 밀성(密城)의 난을 평정하여 김녕도호부(金寧都護府)로 승격되었다가 1293년(충렬왕 19) 현으로 강등되었다. 1308년 금주목(金州牧)으로 승격하였으나 1310년(충선왕 2) 김해부(金海府)로 격하되었다. 1413년(태종 13) 김해도호부로 승격되어 세조 때 진(鎭)을 두었다. 1895년(고종 32) 김해군이 되었고, 1981년 김해읍이 김해시로 승격하여 분리되었으며, 1995년에는 김해군을 통합하였다.

## 분파도
| 1 허염 許琰                         |                                     |                                     |                                     |                                     |                                     |  |  |                                     |                                     |                                     |                                     |                                     |                                     |                                 |                                 |                                     |                                     |                                     |                                     |                                     |                                     |                                 |                                 |                                 |                                 |                                 |                                 |  |  |                                     |                                     |                                     |                                     |                                     |                                     |  |  |                                     |                                     |                                     |                                     |                                     |                                     |  |  |                                     |                                     |                                     |                                     |                                     |                                     |  |  |                                 |                                 |                                 |                                 |                                 |                                 |  |  |  |  |  |  |  |  |  |  |  |  |  |  |  |  |  |  |  |  |  |  |  |  |  |  |  |  |  |  |  |  |
|                                     |                                     |                                     |                                     |                                     |                                     |  |  |                                     |                                     |                                     |                                     |                                     |                                     |                                 |                                 |                                     |                                     |                                     |                                     |                                     |                                     |                                 |                                 |                                 |                                 |                                 |                                 |  |  |                                     |                                     |                                     |                                     |                                     |                                     |  |  |                                     |                                     |                                     |                                     |                                     |                                     |  |  |                                     |                                     |                                     |                                     |                                     |                                     |  |  |                                 |                                 |                                 |                                 |                                 |                                 |  |  |  |  |  |  |  |  |  |  |  |  |  |  |  |  |  |  |  |  |  |  |  |  |  |  |  |  |  |  |  |  |
| 2 허군언 許君彦                     |                                     |                                     |                                     |                                     |                                     |  |  |                                     |                                     |                                     |                                     |                                     |                                     |                                 |                                 |                                     |                                     |                                     |                                     |                                     |                                     |                                 |                                 |                                 |                                 |                                 |                                 |  |  |                                     |                                     |                                     |                                     |                                     |                                     |  |  |                                     |                                     |                                     |                                     |                                     |                                     |  |  |                                     |                                     |                                     |                                     |                                     |                                     |  |  |                                 |                                 |                                 |                                 |                                 |                                 |  |  |  |  |  |  |  |  |  |  |  |  |  |  |  |  |  |  |  |  |  |  |  |  |  |  |  |  |  |  |  |  |
|                                     |                                     |                                     |                                     |                                     |                                     |  |  |                                     |                                     |                                     |                                     |                                     |                                     |                                 |                                 |                                     |                                     |                                     |                                     |                                     |                                     |                                 |                                 |                                 |                                 |                                 |                                 |  |  |                                     |                                     |                                     |                                     |                                     |                                     |  |  |                                     |                                     |                                     |                                     |                                     |                                     |  |  |                                     |                                     |                                     |                                     |                                     |                                     |  |  |                                 |                                 |                                 |                                 |                                 |                                 |  |  |  |  |  |  |  |  |  |  |  |  |  |  |  |  |  |  |  |  |  |  |  |  |  |  |  |  |  |  |  |  |
| 3 허자 許資                         |                                     |                                     |                                     |                                     |                                     |  |  |                                     |                                     |                                     |                                     |                                     |                                     |                                 |                                 |                                     |                                     |                                     |                                     |                                     |                                     |                                 |                                 |                                 |                                 |                                 |                                 |  |  |                                     |                                     |                                     |                                     |                                     |                                     |  |  |                                     |                                     |                                     |                                     |                                     |                                     |  |  |                                     |                                     |                                     |                                     |                                     |                                     |  |  |                                 |                                 |                                 |                                 |                                 |                                 |  |  |  |  |  |  |  |  |  |  |  |  |  |  |  |  |  |  |  |  |  |  |  |  |  |  |  |  |  |  |  |  |
|                                     |                                     |                                     |                                     |                                     |                                     |  |  |                                     |                                     |                                     |                                     |                                     |                                     |                                 |                                 |                                     |                                     |                                     |                                     |                                     |                                     |                                 |                                 |                                 |                                 |                                 |                                 |  |  |                                     |                                     |                                     |                                     |                                     |                                     |  |  |                                     |                                     |                                     |                                     |                                     |                                     |  |  |                                     |                                     |                                     |                                     |                                     |                                     |  |  |                                 |                                 |                                 |                                 |                                 |                                 |  |  |  |  |  |  |  |  |  |  |  |  |  |  |  |  |  |  |  |  |  |  |  |  |  |  |  |  |  |  |  |  |
|                                     |                                     |                                     |                                     |                                     |                                     |  |  |                                     |                                     |                                     |                                     |                                     |                                     |                                 |                                 |                                     |                                     |                                     |                                     |                                     |                                     |                                 |                                 |                                 |                                 |                                 |                                 |  |  |                                     |                                     |                                     |                                     |                                     |                                     |  |  |                                     |                                     |                                     |                                     |                                     |                                     |  |  |                                     |                                     |                                     |                                     |                                     |                                     |  |  |                                 |                                 |                                 |                                 |                                 |                                 |  |  |  |  |  |  |  |  |  |  |  |  |  |  |  |  |  |  |  |  |  |  |  |  |  |  |  |  |  |  |  |  |
| 4 허송죽 許松竹                     | 4 허송죽 許松竹                     | 4 허송죽 許松竹                     | 4 허송죽 許松竹                     | 4 허송죽 許松竹                     | 4 허송죽 許松竹                     |  |  | 4 허연 許延                         | 4 허연 許延                         | 4 허연 許延                         | 4 허연 許延                         | 4 허연 許延                         | 4 허연 許延                         |                                 |                                 |                                     |                                     |                                     |                                     |                                     |                                     |                                 |                                 |                                 |                                 |                                 |                                 |  |  |                                     |                                     |                                     |                                     |                                     |                                     |  |  |                                     |                                     |                                     |                                     |                                     |                                     |  |  | 4 허징 許澂                         | 4 허징 許澂                         | 4 허징 許澂                         | 4 허징 許澂                         | 4 허징 許澂                         | 4 허징 許澂                         |  |  |                                 |                                 |                                 |                                 |                                 |                                 |  |  |  |  |  |  |  |  |  |  |  |  |  |  |  |  |  |  |  |  |  |  |  |  |  |  |  |  |  |  |  |  |
| 4 허송죽 許松竹                     | 4 허송죽 許松竹                     | 4 허송죽 許松竹                     | 4 허송죽 許松竹                     | 4 허송죽 許松竹                     | 4 허송죽 許松竹                     |  |  | 4 허연 許延                         | 4 허연 許延                         | 4 허연 許延                         | 4 허연 許延                         | 4 허연 許延                         | 4 허연 許延                         |                                 |                                 |                                     |                                     |                                     |                                     |                                     |                                     |                                 |                                 |                                 |                                 |                                 |                                 |  |  |                                     |                                     |                                     |                                     |                                     |                                     |  |  |                                     |                                     |                                     |                                     |                                     |                                     |  |  | 4 허징 許澂                         | 4 허징 許澂                         | 4 허징 許澂                         | 4 허징 許澂                         | 4 허징 許澂                         | 4 허징 許澂                         |  |  |                                 |                                 |                                 |                                 |                                 |                                 |  |  |  |  |  |  |  |  |  |  |  |  |  |  |  |  |  |  |  |  |  |  |  |  |  |  |  |  |  |  |  |  |
|                                     |                                     |                                     |                                     |                                     |                                     |  |  |                                     |                                     |                                     |                                     |                                     |                                     |                                 |                                 |                                     |                                     |                                     |                                     |                                     |                                     |                                 |                                 |                                 |                                 |                                 |                                 |  |  |                                     |                                     |                                     |                                     |                                     |                                     |  |  |                                     |                                     |                                     |                                     |                                     |                                     |  |  |                                     |                                     |                                     |                                     |                                     |                                     |  |  |                                 |                                 |                                 |                                 |                                 |                                 |  |  |  |  |  |  |  |  |  |  |  |  |  |  |  |  |  |  |  |  |  |  |  |  |  |  |  |  |  |  |  |  |
| 5 허각보 許恪保                     | 5 허각보 許恪保                     | 5 허각보 許恪保                     | 5 허각보 許恪保                     | 5 허각보 許恪保                     | 5 허각보 許恪保                     |  |  | 5 허인전 許仁全 가락군파 (駕洛君派) | 5 허인전 許仁全 가락군파 (駕洛君派) | 5 허인전 許仁全 가락군파 (駕洛君派) | 5 허인전 許仁全 가락군파 (駕洛君派) | 5 허인전 許仁全 가락군파 (駕洛君派) | 5 허인전 許仁全 가락군파 (駕洛君派) |                                 |                                 | 5 허유전 許有全 시중공파 (侍中公派) | 5 허유전 許有全 시중공파 (侍中公派) | 5 허유전 許有全 시중공파 (侍中公派) | 5 허유전 許有全 시중공파 (侍中公派) | 5 허유전 許有全 시중공파 (侍中公派) | 5 허유전 許有全 시중공파 (侍中公派) |                                 |                                 |                                 |                                 |                                 |                                 |  |  |                                     |                                     |                                     |                                     |                                     |                                     |  |  |                                     |                                     |                                     |                                     |                                     |                                     |  |  | 5 허평 許枰                         | 5 허평 許枰                         | 5 허평 許枰                         | 5 허평 許枰                         | 5 허평 許枰                         | 5 허평 許枰                         |  |  | 5 허상 許相 상서공파 (尙書公派) | 5 허상 許相 상서공파 (尙書公派) | 5 허상 許相 상서공파 (尙書公派) | 5 허상 許相 상서공파 (尙書公派) | 5 허상 許相 상서공파 (尙書公派) | 5 허상 許相 상서공파 (尙書公派) |  |  |  |  |  |  |  |  |  |  |  |  |  |  |  |  |  |  |  |  |  |  |  |  |  |  |  |  |  |  |  |  |
| 5 허각보 許恪保                     | 5 허각보 許恪保                     | 5 허각보 許恪保                     | 5 허각보 許恪保                     | 5 허각보 許恪保                     | 5 허각보 許恪保                     |  |  | 5 허인전 許仁全 가락군파 (駕洛君派) | 5 허인전 許仁全 가락군파 (駕洛君派) | 5 허인전 許仁全 가락군파 (駕洛君派) | 5 허인전 許仁全 가락군파 (駕洛君派) | 5 허인전 許仁全 가락군파 (駕洛君派) | 5 허인전 許仁全 가락군파 (駕洛君派) |                                 |                                 | 5 허유전 許有全 시중공파 (侍中公派) | 5 허유전 許有全 시중공파 (侍中公派) | 5 허유전 許有全 시중공파 (侍中公派) | 5 허유전 許有全 시중공파 (侍中公派) | 5 허유전 許有全 시중공파 (侍中公派) | 5 허유전 許有全 시중공파 (侍中公派) |                                 |                                 |                                 |                                 |                                 |                                 |  |  |                                     |                                     |                                     |                                     |                                     |                                     |  |  |                                     |                                     |                                     |                                     |                                     |                                     |  |  | 5 허평 許枰                         | 5 허평 許枰                         | 5 허평 許枰                         | 5 허평 許枰                         | 5 허평 許枰                         | 5 허평 許枰                         |  |  | 5 허상 許相 상서공파 (尙書公派) | 5 허상 許相 상서공파 (尙書公派) | 5 허상 許相 상서공파 (尙書公派) | 5 허상 許相 상서공파 (尙書公派) | 5 허상 許相 상서공파 (尙書公派) | 5 허상 許相 상서공파 (尙書公派) |  |  |  |  |  |  |  |  |  |  |  |  |  |  |  |  |  |  |  |  |  |  |  |  |  |  |  |  |  |  |  |  |
|                                     |                                     |                                     |                                     |                                     |                                     |  |  |                                     |                                     |                                     |                                     |                                     |                                     |                                 |                                 |                                     |                                     |                                     |                                     |                                     |                                     |                                 |                                 |                                 |                                 |                                 |                                 |  |  |                                     |                                     |                                     |                                     |                                     |                                     |  |  |                                     |                                     |                                     |                                     |                                     |                                     |  |  |                                     |                                     |                                     |                                     |                                     |                                     |  |  |                                 |                                 |                                 |                                 |                                 |                                 |  |  |  |  |  |  |  |  |  |  |  |  |  |  |  |  |  |  |  |  |  |  |  |  |  |  |  |  |  |  |  |  |
| 6 허대현 許大賢 상서공파 (尙書公派) | 6 허대현 許大賢 상서공파 (尙書公派) | 6 허대현 許大賢 상서공파 (尙書公派) | 6 허대현 許大賢 상서공파 (尙書公派) | 6 허대현 許大賢 상서공파 (尙書公派) | 6 허대현 許大賢 상서공파 (尙書公派) |  |  |                                     |                                     |                                     |                                     |                                     |                                     | 6 허영 許榮                     | 6 허영 許榮                     | 6 허영 許榮                         | 6 허영 許榮                         | 6 허영 許榮                         | 6 허영 許榮                         |                                     |                                     |                                 |                                 |                                 |                                 |                                 |                                 |  |  | 6 허화 許華                         | 6 허화 許華                         | 6 허화 許華                         | 6 허화 許華                         | 6 허화 許華                         | 6 허화 許華                         |  |  | 6 허창 許敞                         | 6 허창 許敞                         | 6 허창 許敞                         | 6 허창 許敞                         | 6 허창 許敞                         | 6 허창 許敞                         |  |  | 6 허증 許增                         | 6 허증 許增                         | 6 허증 許增                         | 6 허증 許增                         | 6 허증 許增                         | 6 허증 許增                         |  |  |                                 |                                 |                                 |                                 |                                 |                                 |  |  |  |  |  |  |  |  |  |  |  |  |  |  |  |  |  |  |  |  |  |  |  |  |  |  |  |  |  |  |  |  |
| 6 허대현 許大賢 상서공파 (尙書公派) | 6 허대현 許大賢 상서공파 (尙書公派) | 6 허대현 許大賢 상서공파 (尙書公派) | 6 허대현 許大賢 상서공파 (尙書公派) | 6 허대현 許大賢 상서공파 (尙書公派) | 6 허대현 許大賢 상서공파 (尙書公派) |  |  |                                     |                                     |                                     |                                     |                                     |                                     | 6 허영 許榮                     | 6 허영 許榮                     | 6 허영 許榮                         | 6 허영 許榮                         | 6 허영 許榮                         | 6 허영 許榮                         |                                     |                                     |                                 |                                 |                                 |                                 |                                 |                                 |  |  | 6 허화 許華                         | 6 허화 許華                         | 6 허화 許華                         | 6 허화 許華                         | 6 허화 許華                         | 6 허화 許華                         |  |  | 6 허창 許敞                         | 6 허창 許敞                         | 6 허창 許敞                         | 6 허창 許敞                         | 6 허창 許敞                         | 6 허창 許敞                         |  |  | 6 허증 許增                         | 6 허증 許增                         | 6 허증 許增                         | 6 허증 許增                         | 6 허증 許增                         | 6 허증 許增                         |  |  |                                 |                                 |                                 |                                 |                                 |                                 |  |  |  |  |  |  |  |  |  |  |  |  |  |  |  |  |  |  |  |  |  |  |  |  |  |  |  |  |  |  |  |  |
|                                     |                                     |                                     |                                     |                                     |                                     |  |  |                                     |                                     |                                     |                                     |                                     |                                     |                                 |                                 |                                     |                                     |                                     |                                     |                                     |                                     |                                 |                                 |                                 |                                 |                                 |                                 |  |  |                                     |                                     |                                     |                                     |                                     |                                     |  |  |                                     |                                     |                                     |                                     |                                     |                                     |  |  |                                     |                                     |                                     |                                     |                                     |                                     |  |  |                                 |                                 |                                 |                                 |                                 |                                 |  |  |  |  |  |  |  |  |  |  |  |  |  |  |  |  |  |  |  |  |  |  |  |  |  |  |  |  |  |  |  |  |
|                                     |                                     |                                     |                                     |                                     |                                     |  |  |                                     |                                     |                                     |                                     |                                     |                                     | 7 허기 許麒 호은공파 (湖隱公派) | 7 허기 許麒 호은공파 (湖隱公派) | 7 허기 許麒 호은공파 (湖隱公派)     | 7 허기 許麒 호은공파 (湖隱公派)     | 7 허기 許麒 호은공파 (湖隱公派)     | 7 허기 許麒 호은공파 (湖隱公派)     |                                     |                                     | 7 허린 許麟 중승공파 (中承公派) | 7 허린 許麟 중승공파 (中承公派) | 7 허린 許麟 중승공파 (中承公派) | 7 허린 許麟 중승공파 (中承公派) | 7 허린 許麟 중승공파 (中承公派) | 7 허린 許麟 중승공파 (中承公派) |  |  | 7 허인부 許仁副 전직공파 (典直公派) | 7 허인부 許仁副 전직공파 (典直公派) | 7 허인부 許仁副 전직공파 (典直公派) | 7 허인부 許仁副 전직공파 (典直公派) | 7 허인부 許仁副 전직공파 (典直公派) | 7 허인부 許仁副 전직공파 (典直公派) |  |  | 7 허구년 許龜年 증성군파 (甑城君派) | 7 허구년 許龜年 증성군파 (甑城君派) | 7 허구년 許龜年 증성군파 (甑城君派) | 7 허구년 許龜年 증성군파 (甑城君派) | 7 허구년 許龜年 증성군파 (甑城君派) | 7 허구년 許龜年 증성군파 (甑城君派) |  |  | 7 허언룡 許彦龍 판서공파 (判書公派) | 7 허언룡 許彦龍 판서공파 (判書公派) | 7 허언룡 許彦龍 판서공파 (判書公派) | 7 허언룡 許彦龍 판서공파 (判書公派) | 7 허언룡 許彦龍 판서공파 (判書公派) | 7 허언룡 許彦龍 판서공파 (判書公派) |  |  |                                 |                                 |                                 |                                 |                                 |                                 |  |  |  |  |  |  |  |  |  |  |  |  |  |  |  |  |  |  |  |  |  |  |  |  |  |  |  |  |  |  |  |  |

## 분파
- 가락군파(駕洛君派) : 허인전(許仁全)
- 시중공파(侍中公派) : 허유전(許有全)
- 호은공파(湖隱公派) : 허기(許麒)
- 중승공파(中承公派) : 허린(許麟)
- 전직공파(典直公派) : 허인부(許仁副)
- 증성군파(甑城君派) : 허구년(許龜年)
- 판서공파(判書公派) : 허언룡(許彦龍)
- 상서공파(尙書公派) : 허상(許相)
- 상서공파(尙書公派) : 허대현(許大賢)

## 인물
- 허유전(許有全, 1243년 ~ 1323년) : 1274년(고려 원종 15년) 문과에 급제하여 1314년(충숙왕 1)에 가락군(駕洛君)에 봉해지고 1321년 수첨의찬성사(守僉議贊成事)에 이어 정승이 되었다.[1] 시호는 충목(忠穆).
- 허옹(許邕) : 고려 충숙왕 때 문과에 급제하여 전리판서(典理判書)에 이르렀다.
- 허기(許麒) : 신돈의 횡포를 규탄하는 상소를 올렸다가 왕의 미움을 사 고성의 대섬에 유배왔는데 그 후 공민왕의 부름에 응하지 않고 고성 장산에 터전을 마련하고 조선이 건국되고 수차 부름이 있었으나 거절하고 은거생활을 하였다. 호는 호은(湖隱)
- 허추(許錘) : 허유전의 증손자. 1438년(세종 20년) 문과에 급제하여 우정언(右正言)과 사간원 좌헌납(司諫院左獻納)을 역임하였다.
- 허선(許譔) : 1456년(세조 2) 식년 문과에 급제하여 승문원 정자, 예문관 검열, 장례원 사평(掌隷院司評), 성균관 학정, 병조정랑, 이조좌랑, 홍문관 직제학을 역임했으며 세조실록 편찬에 수찬관으로 참여하였다.
- 허정(許禎) : 허선의 아들. 1494년(성종 25) 별시(別試) 문과에 급제하여 사헌부 지평, 청주목사(淸州牧使), 영천군수(永川郡守), 홍문관 직제학을 역임하였다.
- 허백기(許伯琦, 1493 ~ ?) : 허정의 아들, 1519년(중종 14) 문과에 급제한 뒤 1524년 형조와 병조의 좌랑을 지내고, 1526년 형조정랑, 1528년 경상도 도사, 1541년 헌납·장령, 1544년 사간·교리·동부승지, 1545년 형조참의, 1553년(명종 8) 판결사를 지낸 다음 첨지중추부사를 거쳐, 1562년 동지중추부사로서 관직에서 물러났다. 시호는 정헌(正憲).
- 허수겸(許守謙, 1563 ~ ?) : 1588년(선조 21) 식년문과에 급제하여 부여현감(扶餘縣監), 병조정랑, 강진현감(康津縣監), 공주목사 등을 지냈다.
- 허경윤(許景胤) : 임진왜란으로 소실된 수로왕릉 봉분을 다시 쌓아올렸고, 병자호란 때에도 나라를 구하기 위해 전답을 팔아 의병을 모았다.
- 허국주(許國柱) : 조선 중기 의병장으로 무과에 급제하여 우후(虞侯)가 되었고, 임진왜란이 일어나자 의병 700명을 모집하여 왜적을 대파하는 공을 세웠다.
- 허동립(許東岦) : 조선 중기 문신으로 병마절도사 겸 안주목사와 오위도총부총관 등에 이르렀다.
- 허유(許愈) : 조선 후기 성리학자로, 한주 이진상의 제자이며 퇴계 학맥을 계승했다. 주리설을 연구하며 현실 문제에도 관심을 가졌고, 경제·국방·국제 관계 등에 개혁적인 견해를 제시했다. 문장은 간결하고 교화를 중시했으며, 그의 시문은 후산선생문집(1910)과 속집(1964)으로 간행되었다.
- 허위(許蔿) : 한말의 의병장으로 13도의병연합부대 군사장을 맡아 서울진공작전을 주도한다.
- 허만정(許萬正) : 독립운동가이자 LG그룹의 공동창업주이며, GS그룹의 뿌리이다.
- 허정(許政) : 3ㆍ1 운동에 참가한 후에 중국으로 망명하여 대한민국 임시 정부에 참여하였다. 광복 후에 대한민국의 정치인으로, 제4공화국과 제5공화국에서 국무총리를 역임하며, 과도 내각 수반을 지냈다.
- 허형식(許亨植) : 동북항일연군 제3로군장 겸 총참모장으로 북만주에서 항일유격대를 이끌면서 활동하였다.
- 허형구(許亨求): 대한민국의 변호사이자 대검찰청 차장검사를 역임하였다.
- 허화평(許和平): 대한민국의 정치인으로, 제5공화국 시절 정무제1수석비서관이자 제14ㆍ15대 국회의원을 역임하였다.
- 허삼수(許三守): 대한민국의 정치인으로, 제5공화국 시절 사정수석비서관이자 제14ㆍ15대 국회의원을 역임하였다.
- 허문도(許文度): 대한민국의 언론인으로, 언론통폐합을 주도하며 제5공화국 시절 국토통일원 장관을 지냈다.
- 허창수(許昌秀): 대한민국의 기업인으로 GS그룹 회장 겸 총수를 역임하였다.

## 집성촌
- 경상북도 청도군 풍각면 안산리
- 경상남도 의령군 칠곡면 도산리. 봉수면 죽전리
- 경상남도 합천군 가회면 덕촌리, 오도리
- 경상남도 고성군 마암면 장산리
- 경상남도 산청군 차황면 신촌리
- 경상남도 진주시 지수면 승산리
- 경상남도 사천시 정동면 감곡리
- 경상남도 사천시 정동면 대산리
- 경상북도 구미시 임은동
- 경상북도 구미시 고아읍 파산리
- 경상북도 포항시 북구 송라면 조사리
- 경상북도 포항시 남구 장기면 금곡리
- 경상북도 고령군 개진면 구곡리,양전리
- 대구광역시 달서구 이곡동, 갈산동
- 강원도 횡성군 횡성면 모평리
- 강원도 홍천군 내촌면 답풍리
- 강원도 홍천군 화촌면 야시대리
- 강원도 홍천군 동면 속초리, 후동리
- 경기도 용인시
- 충청북도 진천군 이월면
- 경상북도 경주시 감포읍 전동리
- 전라남도 광양시  봉강면
- 전라남도 완도군 완도읍
- 경상북도 경주시 감포읍 호동리

## 항렬자
- 대동항렬

| 26세          | 27세          | 28세          | 29세          | 30세          | 31세          | 32세          | 33세          | 34세          | 35세          | 36세          | 37세          | 38세          | 39세          | 40세          | 41세          | 42세          | 43세          | 44세          | 45세          | 46세          | 47세          |
| ------------- | ------------- | ------------- | ------------- | ------------- | ------------- | ------------- | ------------- | ------------- | ------------- | ------------- | ------------- | ------------- | ------------- | ------------- | ------------- | ------------- | ------------- | ------------- | ------------- | ------------- | ------------- |
| 우(遇) 만(萬) | 구(九) 량(亮) | 필(弼) 남(南) | 행(行) 녕(寧) | 성(成) 성(盛) | 기(紀) 범(範) | 용(庸) 강(康) | 신(新) 재(宰) | 정(廷) 병(秉) | 발(發) 규(揆) | 돈(敦) 학(學) | 건(建) 숙(肅) | 인(寅) 연(演) | 경(卿) 흔(欣) | 진(震) 근(根) | 용(龍) 완(琬) | 보(寶) 성(性) | 업(業) 수(洙) | 동(東) 중(重) | 유(猷) 준(遵) | 국(國) 기(璣) | 현(鉉) 옹(甕) |

## 유적지
| 구분               | 인물                           | 소재지                                      |
| ------------------ | ------------------------------ | ------------------------------------------- |
| 두산재(斗山齋)     | 허유전(許有全)                 | 인천 강화군 불은면 두운리 297               |
| 도연서원(道淵書院) | 허기(許麒)                     | 경남 고성군 마암면 도전리 543               |
| 고망재(高望齋)     | 허원보(許元輔)                 | 경남 의령군 의령읍 동동리 337               |
| 구곡재(九谷齋)     | 허시(許施)                     | 경북 고령군 개진면 구곡리                   |
| 모원재(慕遠齋)     | 허구년(許龜年)                 | 경기 용인시 처인구 양지면 주북리 910        |
| 금산서원(琴山書院) | 허진수(許進壽)                 | 경북 포항시 남구 장기면 신창길191번길 25-12 |
| 용강서원(龍岡書院) | 허득량(許得良), 허복량(許復良) | 대구 달서구 이곡동 1343-1                   |
| 구천서원(龜川書院) | 허경윤(許景胤)                 | 경남 김해시 상동면 우계리 811               |
| 연정(蓮亭)         | 허동립(許東岦)                 | 경남 진주시 지수면 승산리 233               |

## 조선 왕실과 인척 관계
- 경안군(소현세자의 3남)의 부인 군부인 김해 허씨

## 인구
- 2000년 121,031명
- 2015년 134,068명

## 같이 보기
- 허 (성씨)
- 김해 허씨
- 인천 이씨
- 양천 허씨
- 태인 허씨
- 하양 허씨